# Henri Dutilleux
Henri Dutilleux (22. ledna 1916 Angers, Francie – 22. května 2013 Paříž, Francie) byl francouzský hudební skladatel. Předtím než se trvale přestěhoval do Paříže, studoval na konzervatoři ve městě Douai. Pro Mstislava Rostropoviče složil například koncert pro violoncello Tout un monde lointain. Jeho posledním dílem byl cyklus Le temps l'horloge. V roce 1994 získal ocenění Praemium Imperiale.

## "eSACHERe"
12 skladatelů - přátel (C. Beck, L. Berio, P. Boulez, B. Britten, H. Dutilleux, W. Fortner, A. Ginastera, C. Halffter, H. W. Henze, H. Holliger, K. Huber a W. Lutoslawski) švýcarského dirigenta a mecenáše Paula Sachera (1906 - 1999), bylo požádáno ruským violoncellistou Mstislavem Rostropovičem, aby u příležitosti Sacherových 70. narozenin napsali skladby pro sólové violoncello, s použitím not obsažených v jeho jméně (eS, A, C, H, E, Re). Skladby byly částečně uvedeny v Curychu, 2. května 1976. Celý projekt "eSACHERe" bude uveden (poprvé v kompletním provedení) českým violoncellistou Františkem Brikciem, v roce 2011 v Praze.
| Skladatel          | Skladba                             |
| ------------------ | ----------------------------------- |
| Conrad Beck        | Drei Epigramme                      |
| Luciano Berio      | Les Mots sont allés ...             |
| Pierre Boulez      | Messagesquisse                      |
| Benjamin Britten   | Tema 'Sacher'                       |
| Henri Dutilleux    | 3 Strophes sur le nom de Sacher     |
| Wolfgang Fortner   | Thema und Variationen               |
| Alberto Ginastera  | Punena n° 2, op. 45                 |
| Cristóbal Halffter | Variationen über das Thema eSACHERe |
| Hans Werner Henze  | Capriccio per Paul Sacher           |
| Heinz Holliger     | Chaconne                            |
| Klaus Huber        | Transpositio ad infinitum           |
| Witold Lutosławski | Sacher-Variation                    |